# Call Me Fitz
Call Me Fitz è una serie televisiva canadese prodotta dal 2010 al 2013 da E1 Entertainment, Amaze Film & Television e Big Motion Pictures.

## Trama
Richard "Fitz" Fitzpatrick lavora presso un rivenditore di auto usate. Di bell'aspetto, con un carattere carismatico e anche un po' pazzo, Richard vive la sua vita al meglio, spingendosi anche oltre i limiti della decenza.
A seguito di un incontro ravvicinato con la morte, la sua vita cambia e, a sconvolgerlo è Larry, un benefattore molto gentile che decide di aiutarlo per fargli cambiare vita.

## Personaggi e interpreti
- Richard "Fitz" Fitzpatrick, interpretato da Jason Priestley, doppiato da Francesco Bulckaen:
è un affascinante trentottenne che lavora in una concessionaria di auto usate dove, perlomeno nella sua testa, viene visto dai dipendenti come un Dio. In realtà, Fitz è una sorta di dittatore viziato che, però, ha successo grazie al suo carisma (che l'ha reso venditore dell'anno per ben nove volte di seguito) e al suo fascino che lo aiuta anche con le donne. La sua vita trascorre tra sesso, droga e alcool che cambia dopo un faccia a faccia con la morte e l'arrivo nella sua vita di Larry. Da quel momento in poi, la sua vita si incentra sullo scoprire chi sia questo Larry.

- Larry, interpretato da Ernie Grunwald, doppiato da Nanni Baldini:
è la coscienza di Richard che entra nella sua vita per aiutarlo a ritrovare la giusta via. Completamente opposto sia fisicamente sia caratterialmente da Richard, imparerà a conviverci e i due arriveranno al punto di dipendere l'uno dall'altro e a scambiarsi esperienze di vita che li faranno crescere reciprocamente.

- Ken Fitzpatrick, interpretato da Peter MacNeill, doppiato da Michele Gammino:
è il padre di Richard con il quale però non ha un buon rapporto a causa del carattere del padre che gli permette di mantenere un rapporto solo con i suoi film porno. Dopo aver perso al gioco la sua parte della concessionaria d'auto, il lavoro ora è diventato per lui fondamentale. Recentemente, cerca di informarsi riguardo alla mortalità causata dal suo lavoro dove, in realtà, lui nient'altro fa se non bere e disturbare il figlio.

- Sonya Lester, interpretata da Brooke Nevin, doppiata da Laura Cosenza:
è la segretaria della concessionaria. Fidanzata con Richard, crede fermamente nel loro rapporto. L'arrivo di Larry però, le illumina le cose mostrandole la realtà dei fatti facendo nascere in lei una grande rabbia che la porta però, a cercare di realizzare il suo sogno: andare all'università.

- Josh MacTaggart, interpretato da Donovan Stinson, doppiato da Simone Mori:
è il classico barbuto fannullone che, però, lavora come meccanico. A quanto dice, è un ex-militare che sa tutto di tutto e, per questo potrebbe fare grandi cose se solo fosse un po' più ambizioso e non passasse il suo tempo a non fare niente.

- Meghan Fitzpatrick, interpretata da Tracy Dawson, doppiata da Tiziana Avarista:
è la sorella acida di Richard che fa di tutto per sopraffare i familiari. Stanca di tutto e tutti, spesso pensa di voler far sparire il marito che, la sorprende chiedendo il divorzio. La cosa porta Meghan ad una crisi ed esaspera i suoi difetti.

- Ali Dalton, interpretata da Kathleen Munroe:
è un avvocato che Richard si trova contro, la quale ha di lui una considerazione molto bassa. La donna, ha una strana influenza su Richard.

## Episodi
| Stagione         | Episodi | Prima TV Canada | Prima TV Italia |
| ---------------- | ------- | --------------- | --------------- |
| Prima stagione   | 13      | 2010            | 2011            |
| Seconda stagione | 13      | 2011            | 2011-2012       |
| Terza stagione   | 12      | 2012            | inedita         |
| Quarta stagione  | 10      | 2013            | inedita         |

## Premi
Jason Priestley ha vinto al Roma Fiction Fest del 2010 il premio come migliore attore protagonista di una serie televisiva commedia.